# 查絳
查絳（1519年—？），字汝素，直隸寧國府涇縣人，民籍，明朝政治人物。

## 生平
嘉靖二十五年（1546年）丙午科應天府鄉試第三十八名舉人。嘉靖二十九年（1550年）中式庚戌科會試第一百四十八名，三甲第四十二名進士。历官大理寺右评事，三十四年十二月恤刑河南。累升浙江按察司副使。

## 家族
曾祖查琳；祖父查銅；父查標，母盛氏。具庆下。弟查经、查纬。